# دانيال رييس
دانيال رييس (بالإسبانية: Daniel Reyes)‏ (12 ديسمبر 1987 ببيرو - ) هو لاعب كرة قدم بيروفي في مركز حراسة المرمى. لعب مع أليانزا ليما وكارلوس مانوتشي ‏ وAlianza Atlético ‏ وDeportivo Coopsol ‏ وUnión Comercio ‏ ونادي خوسيه جالفيز ‏ ونادي جامعة كاخاماركا التقنية ‏.

## وصلات خارجية
- دانيال رييس على موقع قاعدة بيانات كرة القدم.إي يو (الإنجليزية)
- دانيال رييس على موقع Soccerway.com (الإنجليزية)